# Andrew Fuller
Andrew Fuller (Wicken (Cambridgeshire), Reino Unido,6 de febrero de 1754 -  Kettering, Northamptonshire, Reino Unido, 7 de mayo de 1815) fue un teólogo, evangelista, predicador, misionero, escritor y erudito bíblico bautista reformado inglés. Conocido como promotor de la obra misionera, también participó en la controversia teológica.

## Biografía
Andrew Fuller nació en Wicken (Cambridgeshire), Reino Unido,el 6 de febrero de 1754 y se estableció en Kettering, Northamptonshire, Reino Unido.hijo de un granjero inglés. A la edad de 15 años tuvo una experiencia de conversión , se bautizó y se convirtió en miembro de una iglesia bautista.  En el auto-estudio estudió teología Fuller y se convirtió en 1775 como pastor ordenado en una iglesia bautista en Soham.
Andrew Fuller se convirtió en pastor de la Iglesia Bautista en la ciudad de Soham, en el condado de Cambridgeshire, en 1775, y se mudó a Kettering, Northamptonshire, en 1782
En 1782 comenzó un puesto pastoral en Kettering, Northamptshire. Al principio Fuller fue moldeado por la doctrina calvinista de la predestinación, pero cada vez más por el metodismo formado por John Wesley. Fue influenciado. A partir de su propia historia, desarrolló una teología que vinculaba el calvinismo con la preocupación por la misión. Por iniciativa de William Carey, a quien había bautizado en 1787, se fundó la Sociedad Misionera Bautista (BMS) en 1793 , que fue fundamental en la difusión mundial del protestantismo. Mientras Carey fue a la India como misionero en 1793.
Durante su vida, Fuller fue pastor de dos congregaciones: Soham (1775-1782) y Kettering (1782-1815), que ahora es la Iglesia Bautista Fuller.

### Sociedad Misionera Bautista
Fuller es más conocido en relación con la fundación de la Sociedad Misionera Bautista, a la que dedicó la mayor parte de sus energías. Su trabajo en la promoción de las empresas misioneras de la Iglesia bautista comenzó alrededor de 1784. Un sermón publicado por él entonces, La naturaleza e importancia de caminar por la fe, con un apéndice Algunas persuasivas para una unión general en oración por el avivamiento de La religión estimuló indirectamente el movimiento. La Sociedad Misionera Bautista (inicialmente "Sociedad Bautista Particular para Propagar el Evangelio entre los Paganos")  se formó en Kettering en 1792. William Carey, impresionado por la obra de Fuller El Evangelio digno de toda aceptación, se convirtió en el primer misionero. Fuller asumió el trabajo en casa.

### Puntos de vista
Fuller solía ser controvertido a veces sobre la teoría del fin del mundo, en comparación con el hipercalvinismo por un lado y el socinismo y la sandemanía por el otro. Abraham Booth  (1734-1806) lo acusó de abandonar el verdadero calvinismo . Fuller también discutió teología con el general bautista Dan Taylor  (1738-1816), con resultados favorables para ambos lados.
Fuller, un bautista reformado, fue un controvertido en defensa de la teoría gubernamental de la expiación contra el hipercalvinismo por un lado y el socinianismo y el sandemanianismo por el otro. Abraham Booth lo acusó de renunciar al verdadero calvinismo.  Fuller debatió sobre teología con el Bautista General Dan Taylor, pero se mantuvieron en buenos términos.
Según Christianity Today, "'Alto, robusto y musculoso, un luchador famoso en su juventud', el hijo de este granjero autodidacta se convirtió en un campeón de Cristo, 'el teólogo más creativamente útil' de los bautistas reformados. Su libro El evangelio digno of All Acceptation, 1785, reformuló la teología calvinista para los bautistas influenciados por el avivamiento evangélico. Su doctorado en divinidad fue otorgado por la Universidad Brown, Rhode Island ".

### Muerte
Fuller fue el primer director gerente de la Sociedad Misionera Bautista (BMS) y trabajó como secretario desde su creación el 2 de octubre de 1792 hasta que enfermó de tuberculosis y murió el 7 de mayo de 1815 en Kettering.

## Obras
Fuller escribió: 
- El Evangelio digno de toda aceptación, o las Obligaciones de los hombres para acreditar plenamente y aprobar cordialmente todo lo que Dios da a conocer .
- Los sistemas calvinista y sociniano examinados y comparados en cuanto a su tendencia moral , 1794, 1796, 1802.
- El Evangelio tiene su propio testimonio, o la naturaleza santa y la armonía divina de la religión cristiana en contraste con la inmoralidad y el absurdo del deísmo , 1799-1800.
- Una disculpa por las misiones cristianas tardías a la India .
- Memorias del reverendo Samuel Pearce , AM, de Birmingham, 1800.
- Discursos expositivos sobre Génesis , 2 vols. 1806.
- Discursos expositivos sobre el Apocalipsis , 1815.
- Sermones sobre diversos temas , 1814.
- El reincidente , 1801, 1840, 1847.

Fuller también escribió folletos, sermones y ensayos. Él contribuyó a Charles Edward de Coetlogon 's Teológico Miscelánea , la Revista Evangélica , la revista misionera , la Revista Trimestral , los protestantes disidentes' Revista , y la Revista Bíblica . John Ryland , en su Life of Fuller, enumeró 167 artículos con los que Fuller había contribuido. Las ediciones de sus Obras completas aparecieron en 1838, 1840, 1845, 1852 y 1853. Joseph Belchereditó una edición en tres volúmenes para la Sociedad de Publicaciones Bautista de Filadelfia, y sus principales publicaciones fueron publicadas con una memoria de su hijo en la Biblioteca Estándar de Bohn , 1852. 
Fuller mantuvo notas taquigráficas de sus sermones anteriores y estos permanecieron sin descifrar hasta 2019.
El volumen de ocho "Las obras de Andrew Fuller" incluye volúmenes de las ediciones de 1820, 1824 y 1825.
- El evangelio digno de toda aceptación Yo . Filadelfia: Anderson y Neehan. 1820.
- Los sistemas calvinista y sociniano II . New Haven: S. Converse. 1824.
- El Evangelio tiene su propio testimonio III . New Haven: S. Converse. 1824.
- Diálogos, cartas y ensayos . IV . New Haven: S. Converse. 1824.
- Discursos expositivos sobre el libro del Génesis .  V . New Haven: S. Converse. 1825.
- Discursos expositivos sobre el Apocalipsis VI . New Haven: S. Converse. 1825.
- Sermones sobre diversos temas VII . New Haven: S. Converse. 1824.
- Misceláneas: Papeles, Cartas, Sermones, Tratados VIII . New Haven: S. Converse. 1825.